# Snežana Perić
Pour les articles homonymes, voir Perić.
Snežana Perić (en serbe en écriture cyrillique : Снежана Перић), née le 18 juin 1978 à Zrenjanin et morte le 9 février 2022, est une karatéka yougoslave puis serbe connue pour le titre de championne du monde qu'elle a remporté en kumite individuel féminin open aux championnats du monde de karaté 2002 à Madrid en Espagne.

## Palmarès
- 1999 :  Médaille de bronze aux championnats d'Europe de karaté 1999[3].
- 2002 :  médaille d'or en kumite individuel féminin open aux championnats du monde de karaté 2002 à Madrid, en Espagne[4].
- 2003 :  Médaille d'argent en kumite par équipe féminin aux championnats d'Europe de karaté 2003 à Brême, en Allemagne[3].
- 2004 :
  -  Médaille d'argent en kumite individuel féminin moins de 60 kilos aux championnats d'Europe de karaté 2004 à Moscou, en Russie[3].
  -  Médaille de bronze en kumite individuel féminin open aux mêmes championnats[3].
- 2005 :  Médaille d'argent en kumite individuel féminin open aux championnats d'Europe de karaté 2006 à Tenerife, en Espagne[3].
- 2006 :
  -  médaille d'or en kumite individuel féminin open aux championnats d'Europe de karaté 2006 à Stavanger, en Norvège[3].
  -  Médaille de bronze en kumite individuel féminin open aux championnats du monde de karaté 2006 à Tampere, en Finlande[5].